# Las noticias del guiñol
Las noticias del guiñol era un informatiu de sàtira política protagonitzat per guinyols. Es va emetre des 1995 a Canal +, i a partir de l'any 2005 al mateix temps en aquesta cadena i a Cuatro. Al llarg de la seva història s'han emès més de 3.200 edicions. Els guinyols desaparegueren de la pantalla al juny de 2008, coincidint amb la desaparició de Noche Hache.
Inspirats en Les Guignols de l'Info (apareguts el 1988) del Canal + francès (al seu torn inspirats en l'Spitting Image britànic), Las noticias del guiñol van aparèixer en 1995 com una secció del programa Lo + Plus. Un any més tard va néixer amb caràcter setmanal, La semana del guiñol i finalment també la versió diària es va convertir en un programa independent emès després de l'informatiu nocturn. Al principi era presentat per la versió guinyolesca de Marta Reyero i Hilario Pino, presentadors de la cadena. Després de la marxa d'aquest, va passar a ser presentat pel guinyol de Michael Robinson, presentador de El día después. La temporada 2006-2007 van tornar a perdre la seva independència per formar part del programa  Noche Hache i foren presentats pel guinyol d'Íker Jiménez. El nou micro-espai va passar a anomenar-se senzillament Los guiñoles. També van participar en un espai al programa de ràdio Hoy por hoy de la Cadena SER, on van fer la seva última aparició als mitjans de comunicació.
Al llarg de la seva trajectòria, ha guanyat diversos premis, com els Premis ATV a millor direcció, millor guió, o millor programa de varietats i el Premi Ondas als seus guionistes Fidel Noguera i Gonzalo Tegel pel rigor en el tractament de les notícies.